# Herminio Díaz
Sandalio Herminio Díaz García  (La Habana, Cuba, 1923 - Ibídem, ¿29 de mayo de 1966?) fue un sicario cubano anticomunista, relacionado con la Mafia y la CIA , al que algunos investigadores acusan de haber sido uno de los que disparó contra Kennedy.

## Biografía
Díaz nació en Cuba en 1923. Perteneció al Sindicato cubano de trabajadores de restaurantes y trabajó como cajero en el Hotel Habana Riviera. Fue miembro de la organización violenta Unión Insurreccional Revolucionaria (UIR) en Cuba. Fuertemente involucrado en actividades ilegales asumió como guardaespaldas de Santos Trafficante.  Díaz García mató a Pipi Hernández en 1948 en el Consulado de Cuba en México.  En 1957 se vio envuelto con un intento de asesinato contra el Presidente José Figueres de Costa Rica.  Díaz García se trasladó a los Estados Unidos en julio de 1963, donde trabajó para Tony Varona. Algunos investigadores creen que Díaz García fue uno de los pistoleros que mató a John F. Kennedy el 22 de noviembre de 1963.
En diciembre de 1963, Díaz García participó en un fallido intento de asesinar a Fidel Castro. Suministró  armas a los anticastristas.
Díaz García murió en una misión en el Monte Barreto en el distrito de Miramar, Cuba el 29 de mayo de 1966. Herminio Díaz García está enterrado en Colón, La Habana. Traía como misión el asesinato del entonces presidente cubano Osvaldo Dorticós Torrado y, posteriormente, ametrallar instalaciones hoteleras ubicadas en el norte de Ciudad de La Habana.

## Asesinato de Kennedy
James E. Carter hizo un trato para liberar presos de las cárceles cubanas. Esto incluyó a Tony Cuesta que participó en un ataque a Cuba en 1966. Justo antes de salir de Cuba Cuesta pidió ver a Fabián Escalante. Cuesta afirmó que Díaz García y Eladio del Valle estuvieron implicados en la operación de asesinato de Kennedy. Más tarde Escalante reveló a los medios los detalles de la confesión de Cuesta y de otras fuentes de información cubanas que relataban lo mismo. Escalante participó de la Conferencia de Nassau, donde hizo públicos sus hallazgos.